# Turistická značená trasa 3127
 Turistická značená trasa 3127 je zeleně vyznačená 4 kilometry dlouhá pěší trasa Klubu českých turistů vedená po Kunratickém lese.

## Popis trasy
Trasa vede centrem Kunratického lesa. Začíná u Velkého altánu, ke kterému se dá dojít po modře značené trase 1007. Od altánu vychází západním směrem a vede po rovině nad údolím až na západní okraj hřebenu. Stočí se na východ a po rovině dojde na druhý okraj lesa. Odtud zářezem sestoupá jižním směrem kolem Václavského pramene a bývalého schodiště do údolí Kunratického potoka. Mine hájenku se zookoutkem a u restaurace končí.
Část trasy, která je vedená po rovině, je společná s trasou pro vozíčkáře.
| Km | Místo                  | Navazující a křižující trasy | Nadm. výška |
| -- | ---------------------- | ---------------------------- | ----------- |
| 0  | Velký altán            | 1007                         | 307 m       |
| 3  | Kunratický les (rozc.) | 0050                         | 299 m       |
| 4  | U Krále Václava IV.    | 6122                         | 243 m       |

## Zajímavá místa
- Kunraticko-michelský les
- Pramen Václavka
- Zaniklé schodiště v Krčském lese
- Zookoutek Kunratický les

## Veřejná doprava
Cesta nevede kolem žádné zastávky MHD, ale dá se na ni dojít po navazujících turistických značených trasách.